# Ema Horvath

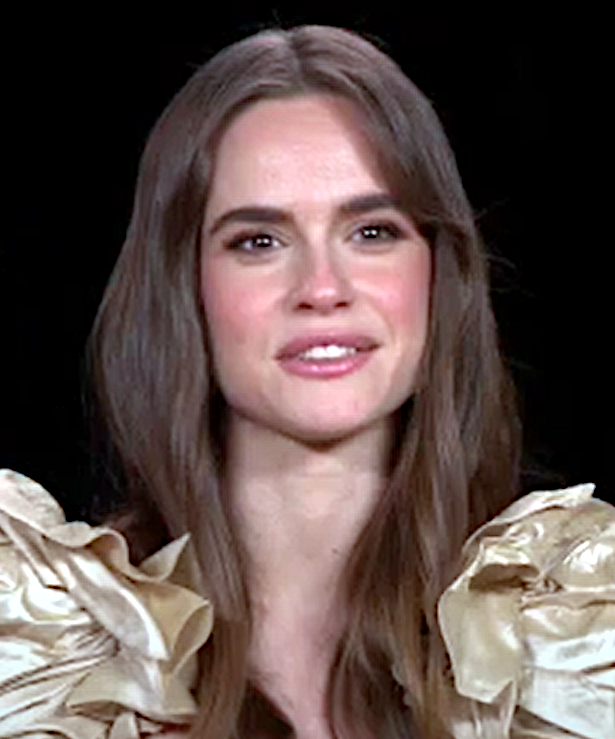
Ema Horvath (2022)

Ema H. Horvath (* 28. Januar 1994 in Atlanta, Georgia) ist eine US-amerikanische Schauspielerin.

## Leben und Karriere
Ema Horvaths Eltern waren slowakische Einwanderer und ihre Karriere begann im Alter von fünf Jahren, als sie beim Lesen der Zeitung eine Anzeige für ein Vorsprechen in einem örtlichen Theater entdeckte. In ihrer ersten Rolle spielte sie eine Tulpe. Seitdem wollte sie Schauspielerin werden. Sie besuchte zwei Jahre lang das Interlochen Center for the Arts in Michigan, danach studierte sie an der Harvard University in Cambridge (Massachusetts). Am Theater der Universität spielte sie ihre erste Hauptrolle in der Komödie Der Widerspenstigen Zähmung von William Shakespeare.
Bereits während ihres Studiums gab Horvath im Jahr 2017 ihr Debüt auf der Leinwand in dem amerikanischen Horrorfilm Like. Share. Follow. an der Seite von Keiynan Lonsdale. Zwei Jahre später erhielt sie die Hauptrolle in The Gallows Act II, bevor sie 2020 die Rolle der Jenny in der Science-Fiction-Serie Don’t look deeper übernahm.
Ende 2019 wurde bekannt, dass Ema Horvath von Amazon Studios als Darstellerin für die angekündigte Fantasy-Realserie Der Herr der Ringe: Die Ringe der Macht verpflichtet wurde. Sie spielt Eärien, die Schwester von Isildur.

## Filmografie (Auswahl)
- 2017: Like.Share.Follow.
- 2019: The Gallows Act II
- 2019: The Two Hundred Fifth (Kurzfilm)
- 2019: The Mortuary – Jeder Tod hat eine Geschichte (The Mortuary Collection)
- 2020: Don’t Look Deeper (Fernsehserie, 11 Episoden)
- 2020: What Lies Below
- seit 2022: Der Herr der Ringe: Die Ringe der Macht (The Lord of the Rings: The Rings of Power, Fernsehserie)
- 2023: Who Are You People